# 白少夫别墅
36°03′04.5″N 120°20′50.30″E / 36.051250°N 120.3473056°E
白少夫别墅位于中国山东省青岛市市南区山海关路3号，建于1943-1944年，现为全国重点文物保护单位青岛八大关近代建筑的子项。

## 历史
山海关路3号由中国建筑师周翱设计，1943年12月开工，1944年5月竣工，为该楼原业主委托德国商人白少夫（Boerschmann）办理手续（一说最初业主为德国机械工程师白少夫）。2001年6月25日，该楼列入第五批全国重点文物保护单位青岛八大关近代建筑子项。

## 建筑特色
山海关路3号建筑面积438.73平方米，砖木结构，地上2层，有阁楼和地下室。
该楼大约2010年曾经历改造，导致现貌与原貌差异较大。